# Дорон, Сара
Сара Дорон (урождённая Сандлер; ивр. שרה דורון‎, 20 мая 1922, Каунас — 3 ноября 2010, Тель-Авив) — израильская общественная деятельница и политик, в 1983—1984 годах министр без портфеля, в 1977—1992 годах депутат кнессета от списка Ликуд.

## Биография
Родилась 20 мая 1922 года в Каунасе, тогдашней столице Литвы, в семье Шлойме (Соломона) Сандлера (1882—?) и Гени Марьямпольской (1891—?, родом из Сейны). В 1933 году эмигрировала в подмандатную Палестину. В Тель-Авиве окончила среднюю школу.
Работала в скаутском движении. Была членом городского совета Тель-Авива и председателем городского комитета по образованию. Также была председателем совета директоров образовательного фонда Гахелет и организации либеральных женщин. Работала в крупнейшей израильской организации здравоохранения Купат Холим «Маккаби», председателем которого была в 1988—2010 годах. В августе 2010 года была её почётным председателем.
В политике связана с Либеральной партией, а после её объединения с Херутом и другими партиями стала активисткой Ликуда. На парламентских выборах в 1977 году, которые впервые в истории страны принесли победу «правым», попала в израильский парламент по списку этой партии. В девятом кнессете возглавляла подкомитет по вопросам закрытия родильного дома в Тель-Авиве, была членом в комиссиях труда и социальной политики, а также образования и культуры. В 1981 году была переизбрана, в кнессете X созыва была членом трёх парламентских комитетов: внутренних дел и окружающей среды; труда и социальной политики и строительства.
5 июля 1983 года была кооптирована во второе правительство Менахема Бегина как министр без портфеля. Осталась на посту после смены премьер-министра и назначения 10 октября правительства Ицхака Шамира. Занимала должность до конца срока полномочий правительства — 13 сентября 1984 года. Занималась делами равенства и прав женщин. За свою деятельность была высоко оценена женскими организациями. Она была третьей женщиной-министром в израильском правительстве — после Голды Меир (1949) и Шуламит Алони (1974).
В третий раз получила мандат депутата на выборах в августе 1984 года. В одиннадцатом кнессете занимала должности в комитетах: иностранных дел и обороны; по экономическим вопросам и строительству. После переизбрания в 1988 году в следующей каденции парламента возглавила специальную комиссию по вопросам статуса женщин. Входила в комитет строительства, а также иностранных дел и обороны. В 1991 году была членом израильской делегации на мирной конференции в Мадриде, которая должна была быть первым шагом к решению израильско-палестинского конфликта. В 1992 году потеряла место в парламенте.
Умерла 3 ноября 2010 года в Тель-Авиве в возрасте восьмидесяти восьми лет. Похоронена на кладбище Яркон в Тель-Авиве.

## Семья
С мужем Аароном имела дочь Дафну, дождалась двоих внуков.